# Драган Јосиповић
Драган Јосиповић (Бања Лука, 2. септембар 1957) јесте генерал-мајор Војске Републике Српске у пензији и некадашњи командант Илијашке пјешадијске бригаде ВРС. Током Одбрамбено-отаџбинског рата је девет пута рањаван.

## Биографија
Рођен је 1957. у Бањој Луци, од оца Воје, подофицира ЈНА и мајке Стоје, домаћице. Поред њега родитељи су имали још двоје дјеце. Ожењен је и има четири кћери. По националности је Србин. Крсна слава породице је Свети Николај - Никољдан (19. децембар).
Завршио је Основну школу "Милан Радман" у Бањој Луци 1972; Средњу управну школу 1976. у Бањој Луци; Војну академију Копнене војске - смјер интендантске службе 1980. у Београду и Сарајеву са врло добрим успјехом. Произведен је у чин потпоручника интендантске службе 20. јула 1980. године, а унапријеђен у чин поручника 1981. (пријевремено), капетана 1984, капетана прве класе 1988, мајора 1992, потпуковника 1993. (ванредно), пуковника 1994. (ванредно) и генерал-мајора 6. децембра 1996. године.
Обављао је дужности: командир наставног вода курса командира одјељења у Свилајнцу; референт интендантске службе у механизованом батаљону у Сомбору; командир позадинске чете у Суботици; замјеник команданта позадинског батаљона у 36. механизованој бригади у Сомбору; командант самосталне пјешадијске чете у Источној Славонији; командант пјешадијског батаљона у Барањи, Копачевски рит; командант Илијашке лаке пјешадијске бригаде Војске Републике Српске у Илијашу; командант Оперативне групе "Вогошћа" Војске Републике Српске у Вогошћи; командант З. сарајевске пјешадијске бригаде Војске Републике Српске у Вогошћи; начелник штаба за заштиту предсједника Републике Српске, Антитерористичка бригада Полиције Републике Српске, у Српском Сарајеву; замјеник начелника Генералштаба Војске Републике Српске у Бијељини; командант 5. корпуса Војске Републике Српске, Соколац и замјеник помоћника начелника Генералштаба Војске Републике Српске за позадину у Бијељини.
Службовао је у гарнизонима Свилајнац, Сомбор, Суботица, Бели Манастир, Илијаш, Вогошћа, Српско Сарајево, Соколац и Бијељина.
Почетак оружаних сукоба у СФРЈ затекао га је у гарнизону Суботица. Учествовао је у одбрамбеном рату као припадник Југословенске народне армије у Источној Славонији и Барањи на дужности командира самосталне пјешадијске чете и команданта пјешадијског батаљона; затим у Одбрамбено-отаџбинском рату српског народа у Босни и Херцеговини као припадник Војске и Полиције Републике Српске од 1. јуна 1992. до 14. децембра 1995. године.
Рањаван је: јун 1992. година, прострел десне руке метком из аутоматског пјешадијског оружја, у Чекрчићима код Илијаша; јул 1992. гелер у кичму, у Љешеву код Илијаша; септембар 1992. гелер у главу, Влашково код Илијаша; март 1993. гелер у поткољеницу, објекат Мачак, Нишићка висораван код Олова; септембар 1993. гелер у ногу на брду Жуч код Сарајева; фебруар 1994. гелер у врат, Брда код Средњег; јул 1994. гелер у кољено, Мошевачко брдо, Нишићка висораван код Олова; новембар 1994. гелери у ногу и раме, Караула код Олова; јул 1995. гелери у руку и у груди, у селу Љубина код Илијаша.
Активна војна служба престала му је 28. маја 1996. а професионална служба септембра 2002. године. Након престанка службе радио је неколико послова у приватним фирмама да би могао живјети, хранити породицу и школовати дјецу, јер нема никаквих примања. Члан је Удружеља "Част отаџбине".
Са породицом живи у Суботици.

## Одликовања и признања
Одликован у ЈНА: 
- Медаља за војне заслуге
- Орден за војне заслуге са сребрним мачевима

Одликован у ВРС: 
- Орден Карађорђеве звијезде трећег реда
- Орден Карађорђеве звијезде првог реда.

Током службе оцјењиван је шест пута, пет пута оцјеном истиче се и једном нарочито се истиче.